# 토요타 랜드크루저
토요타 랜드크루저는 일본의 자동차 제조사인 토요타에서 1951년부터 현재까지 판매하고 있는 풀 사이즈급 대형 SUV이다.
일본 현지에서는 차명을 줄인 란쿠루(ランクル)가 주로 애칭으로 쓰인다.
대한민국에는 신진자동차 시절에 신진 랜드크루저 픽업이 잠시 판매된 것 외에는 정식으로 판매되고 있지 않고, 일부 업체가 직수입한 차량들이 몇 대 존재한다. 대한민국에는 랜드크루저 기반의 형제차 중 하나인 렉서스 LX가 정식으로 들어올 예정이다.
북미 시장에서는 5세대까지 판매했다. 5세대 모델이 단종된 후, 미국의 풀 사이즈급 SUV 시장에서는 형제차인 세콰이어로 단일화한다.
아랫급 모델로 랜드크루저 프라도가 있다. 북미 시장에서는 랜드크루저 프라도가 서브네임인 프라도를 빼고 랜드크루저 차명으로 판매된다.

## 기원
일본군이 필리핀을 점령했을때, 그들은 벤탐 마크 2 지프를 발견했고, 그것을 일본으로 보냈다. 그걸 본 일본 군부는 토요타에게 같은 차를 만들되, 외관은 바꿔서 제작하라고 지시하였고, 결과로써 모델 AK의 프로토타입이 탄생하게 되었다. 그 뒤 1941년, 일본 정부에서는 토요타에게 군부를 위하여 경트럭을 만들라고 지시하였는데, 1942년, 미군의 지프를 복사해서 만든 AK10 프로토타입을 완성하게 된다.

## 정식 모델들

### BJ와 FJ (1951년~1955년)
BJ의 시초는 6.25 전쟁이 발발하자 미군정은 1950년, 토요타에게 다시 한번 경트럭을 제작하라고 명령한 뒤, 1951년 타입 B 3.4리터 6기통 가솔린 엔진의 86마력을 내는 토요타 지프 BJ가 탄생하였다. 그러나 지프와는 다르게 파트타임 사륜구동이었고, 로우 레인지 기어박스가 없었다. 1954년에 지프라는 이름 대신 랜드크루저라는 정식 이름이 붙게 되었는데, 랜드크루저라는 이름은 토요타의 기술부장 우메하라 한지가 지었는데 그는 "영국에는 우리의 라이벌 랜드로버가 있다. 난 그에 뒤쳐지지 않은 우아한 이름을 생각해 냈는데, 그 이름은 랜드크루저이다."라고 말하였다. 같은 연도에 타입 F 엔진을 장착한 랜드크루저가 섀시 모델에 적용되면서, FJ라는 이름이 붙게 되었다.

#### 모델명
- BJ-T (장거리용)
- BJ-R (라디오 장착)
- BJ-J (소방차를 위한 섀시)
- FJ-J (소방차를 위한 섀시)

### J20, J30 (1955년~1960년)

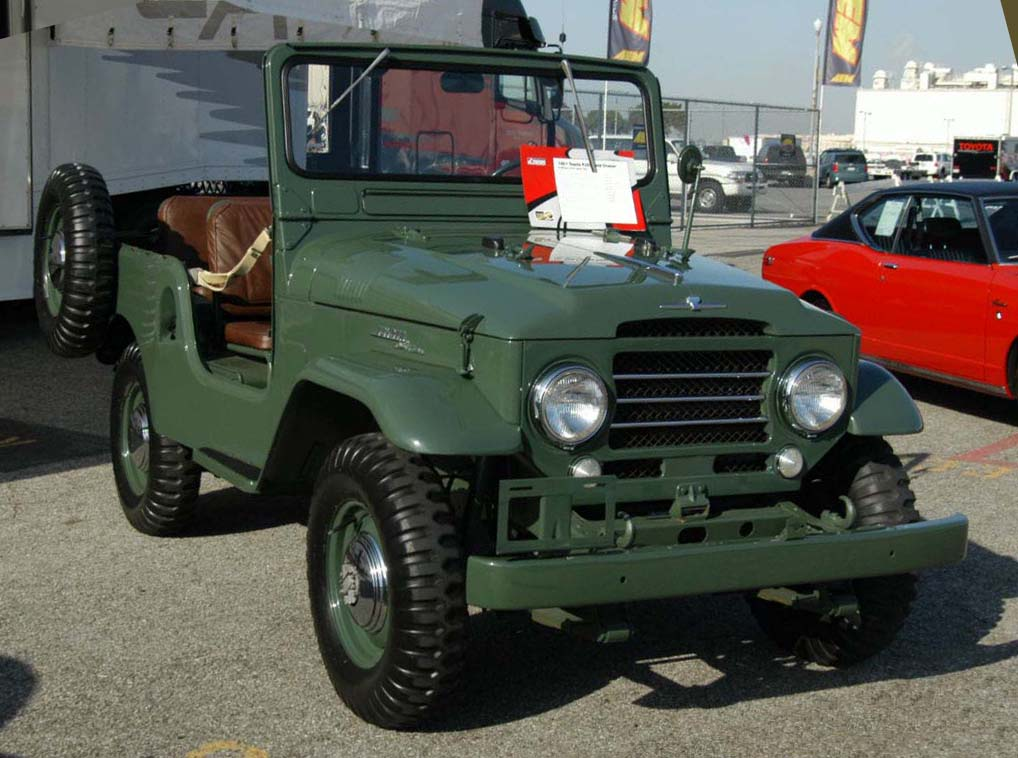
토요타 랜드크루저 FJ25 정측면

1955년부터 1960년까지 생산되었으며, 20 시리즈라고도 불린다. 역대 랜드크루저 중에서 처음으로 해외에서 생산된 모델이기도 한데, 1958년에 브라질의 상베르나르두두캄푸에서 반데이란테라는 이름으로 현지 생산되었다. 일본에서는 1960년까지만 생산되었지만, 브라질에서 1962년에 메르세데스-벤츠의 디젤 엔진을 얹고 1968년까지 생산되었는데, 판매량은 단 961대였다. 엔진은 3.4L B16 과 3.9L F16이 있었다.

### J40 (1960년~1984년)

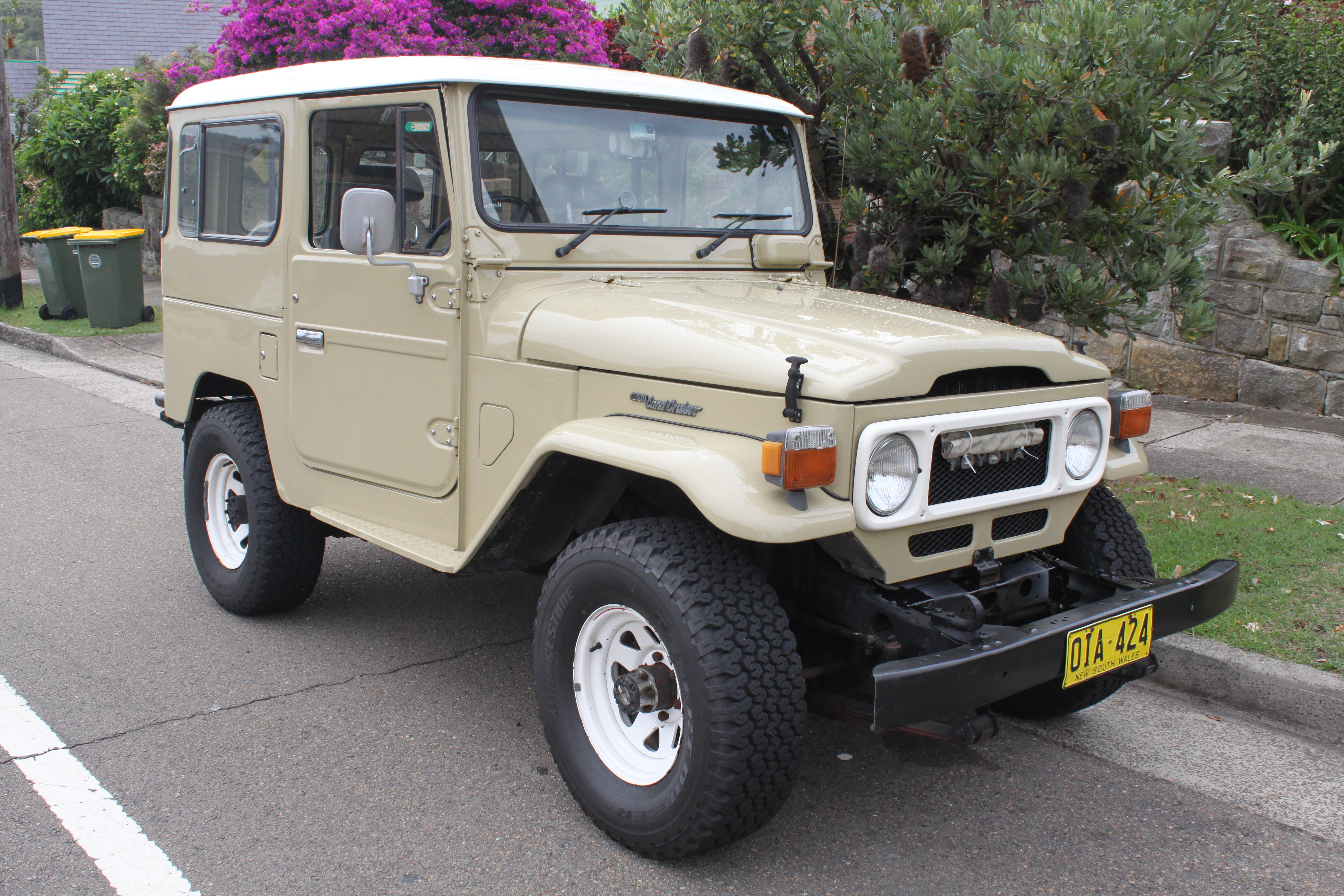
토요타 랜드크루저 FJ40 정측면

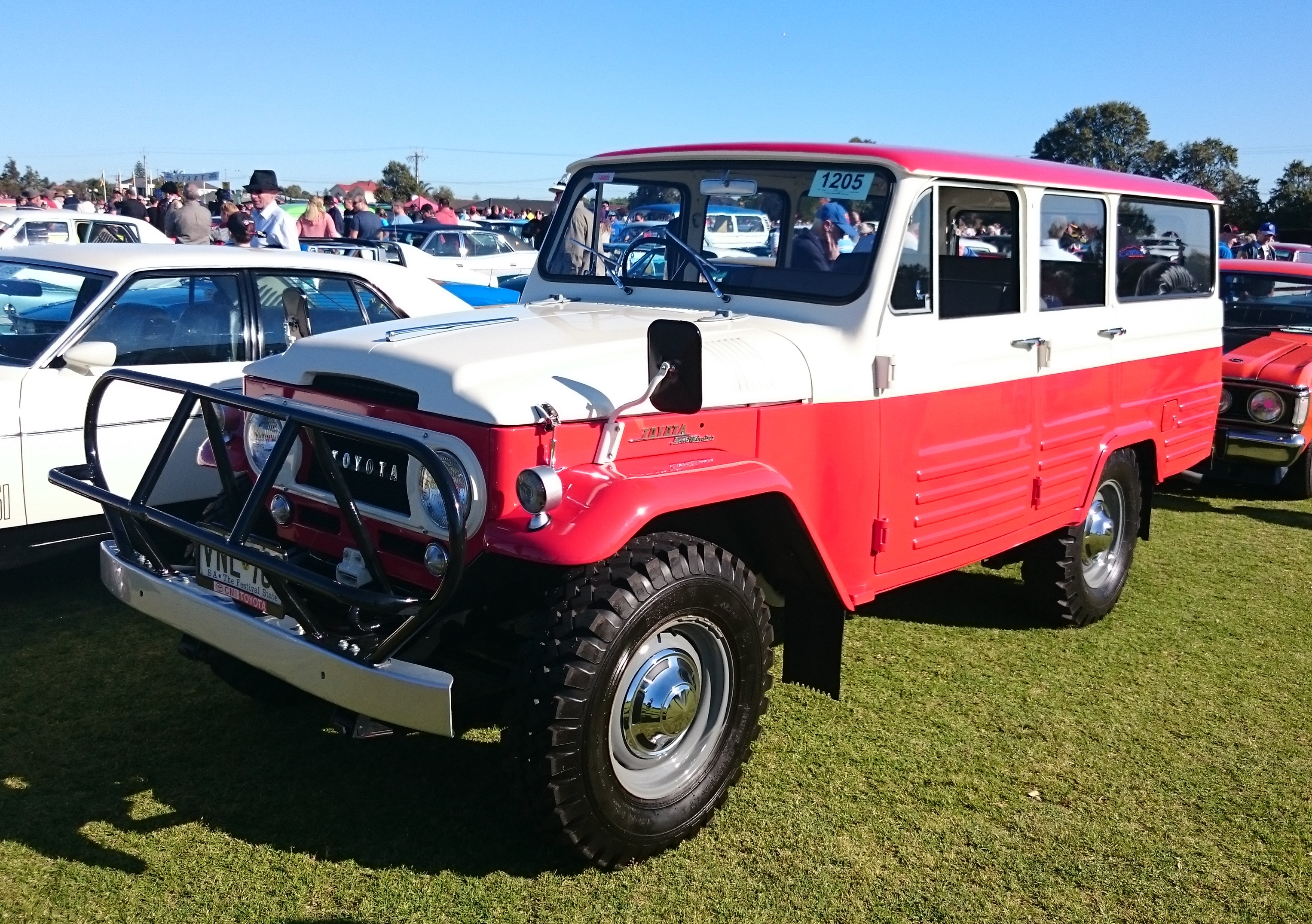
토요타 랜드크루저 스테이션 왜건(FJ45) 정측면

1960년에 출시되었다. 대부분의 모델이 2도어 버전으로 생산되었으나, 몇몇 모델은 4도어 버전으로도 나왔다. 엔진 종류는 무려 11종으로 J20모델부터 있었던 3.8L F16부터 4.0L 2H 직렬 6기통 디젤 엔진까지 있었다. 대한민국에서는 1968년 2월부터 1971년 2월까지 신진자동차공업을 통해 픽업 트럭 모델을 라이센스 생산한 적이 있었다. 브라질에서는 2세대와 마찬가지로 반데이란테라는 이름으로, 베네수엘라에서는 마초라는 이름으로 팔렸다. 1984년에 단종되었으나, 브라질에서는 2001년까지 생산되었다. 2006년에 출시된 FJ 크루저는 3세대의 디자인에서 영감을 얻었다.

#### 모델명
- J40/J41/J42 : 2도어, 짧은 휠베이스, 사륜구동이 소프트탑과 하드탑으로 생산되었고, 모든 엔진을 선택할 수 있었다.
- FJ42 : 이륜구동 모델이었는데, 오직 중동을 위해서만 생산된 모델이다.
- J43/J44/J46 : 매우 희귀한 2도어 중간 휠베이스 모델이다. 1984년에 J70시리즈에게 넘겨주었다.
- J45/J47 : 긴 휠베이스에 사륜구동 모델이었다. 2도어 소프트탑과 3도어 하드톱 버전으로 나왔다.

### J50 (1967년~1980년)

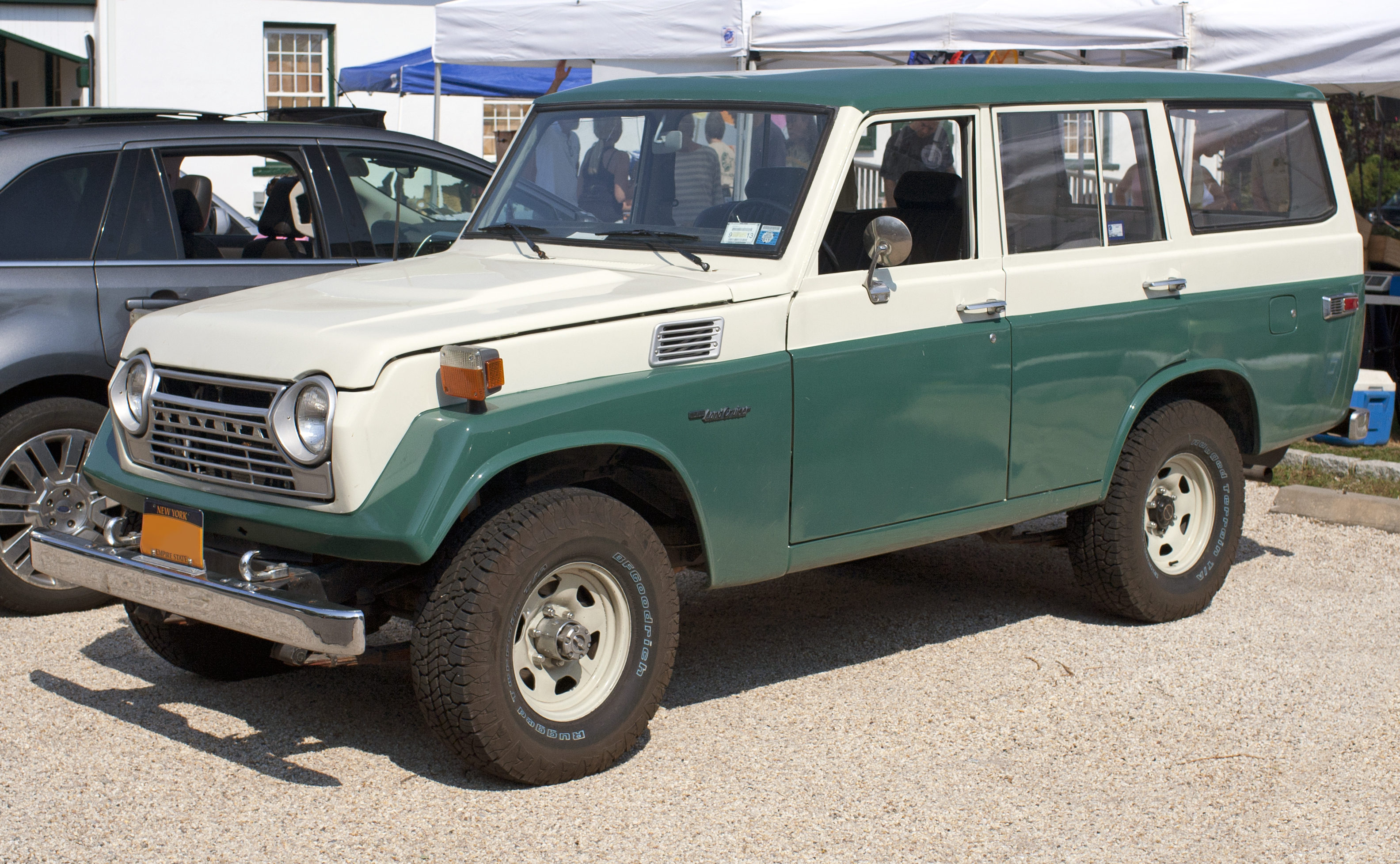
토요타 랜드크루저 FJ55 정측면

1967년부터 1980년까지 생산되었다. 브라질에서는 생산되지 않았다. 엔진은 3.9L F16과 4.2L 2F16 등이 있었다.

#### 모델명
- FJ45V
- FJ55G/FJ55V
- J56 (2F 엔진을 가진 일본 전용 모델)

### J60 (1980년~1990년)

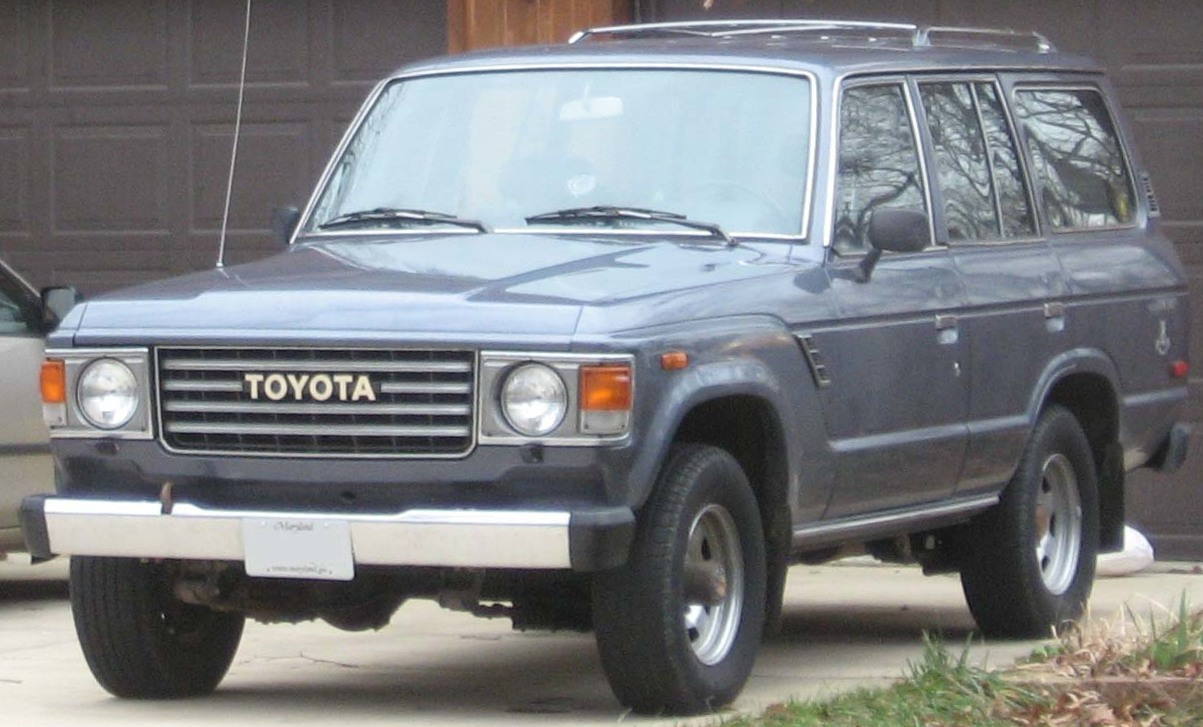
토요타 랜드크루저(전기형) 정측면

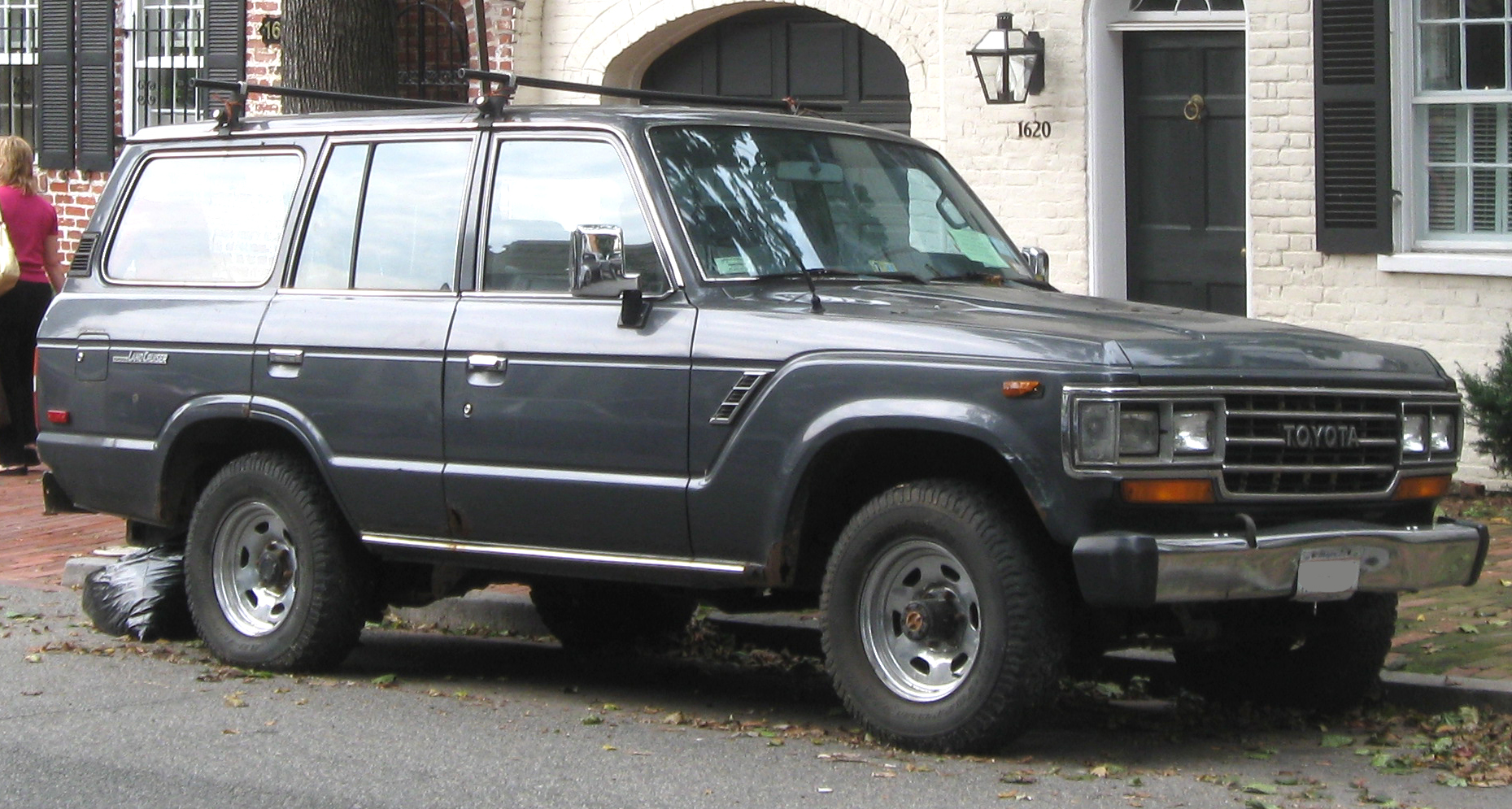
토요타 랜드크루저(후기형) 정측면

1980년에 출시되었다. 4단 자동 변속기, 4단 수동 변속기와 5단 수동이 있었으며, 4륜구동에 5인승에서 8인승까지 선택할 수 있었다. 모든 랜드크루저들처럼 오프로드와 내구성에서 명성이 대단했지만 이상한 탈출각 때문에 이전 모델들에 비해 큰 인기를 끌지 못했다. 결국 저조한 판매 실적으로 인해 1990년에 단종되었다. 베네수엘라에서는 쿠마나 공장에서 사무라이라는 이름으로 1992년까지 연장 생산되었다.

#### 엔진
- 디젤 : 3.4L 3BI4, 4.0L 2HI6, 4.0L 12H-TI6 터보
- 휘발유 : 4.0 3FI6, 4.0 3F-EI6, 4.2L 2F16

### J70 (1984년~1990년)

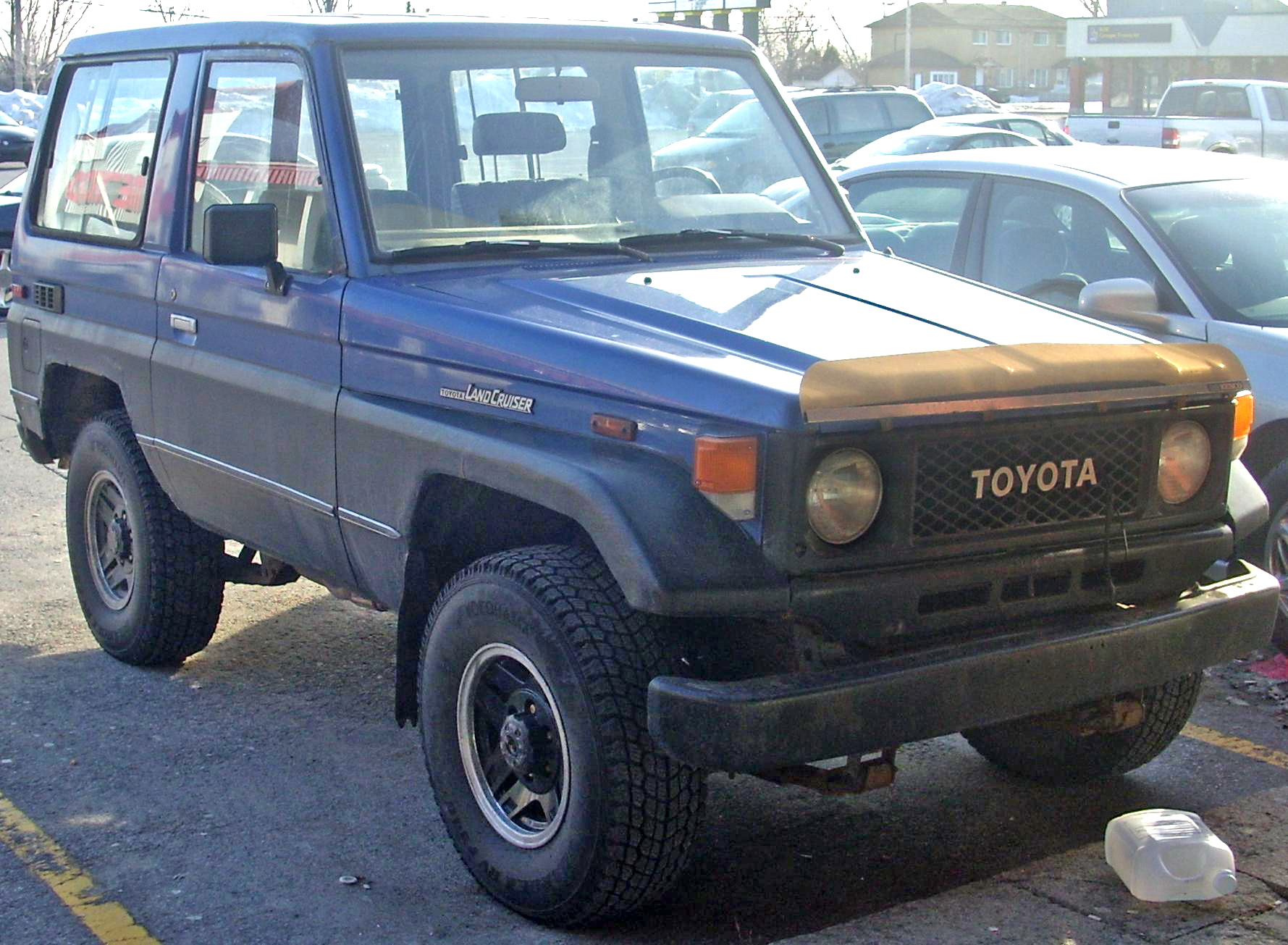
토요타 랜드크루저(전기형) 정측면

1984년에 출시되었다. 역대 랜드크루저 중 처음으로 3리터 미만의 엔진이 장착되었으며, 오직 5단 수동변속기만 적용되었다. 2004년 7월에 일본에서는 단종되었지만, 호주와 아프리카를 비롯한 해외에서는 현재까지 여전히 생산 및 판매 중에 있다. 2007년 3월에 페이스 리프트를 거쳤다. 이후 출시 30주년 기념으로 2014년 8월 25일부터 2015년 6월 30일까지 일본에서 다시 한정 판매된 적 있다.

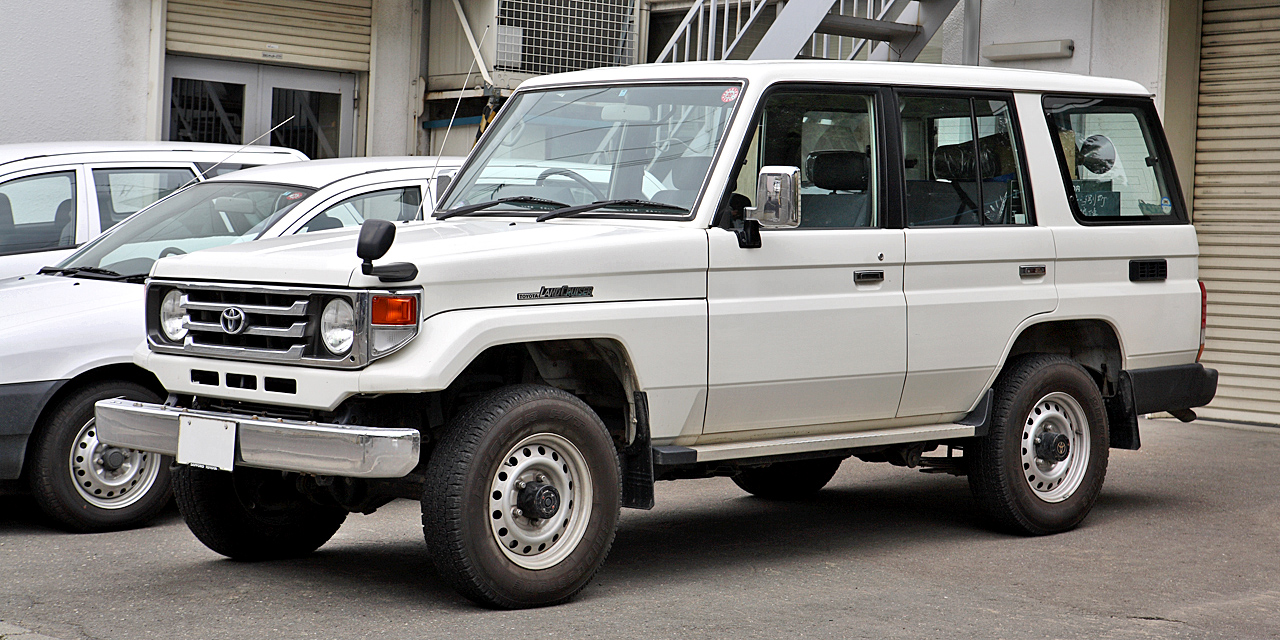
토요타 랜드크루저(중기형) 정측면
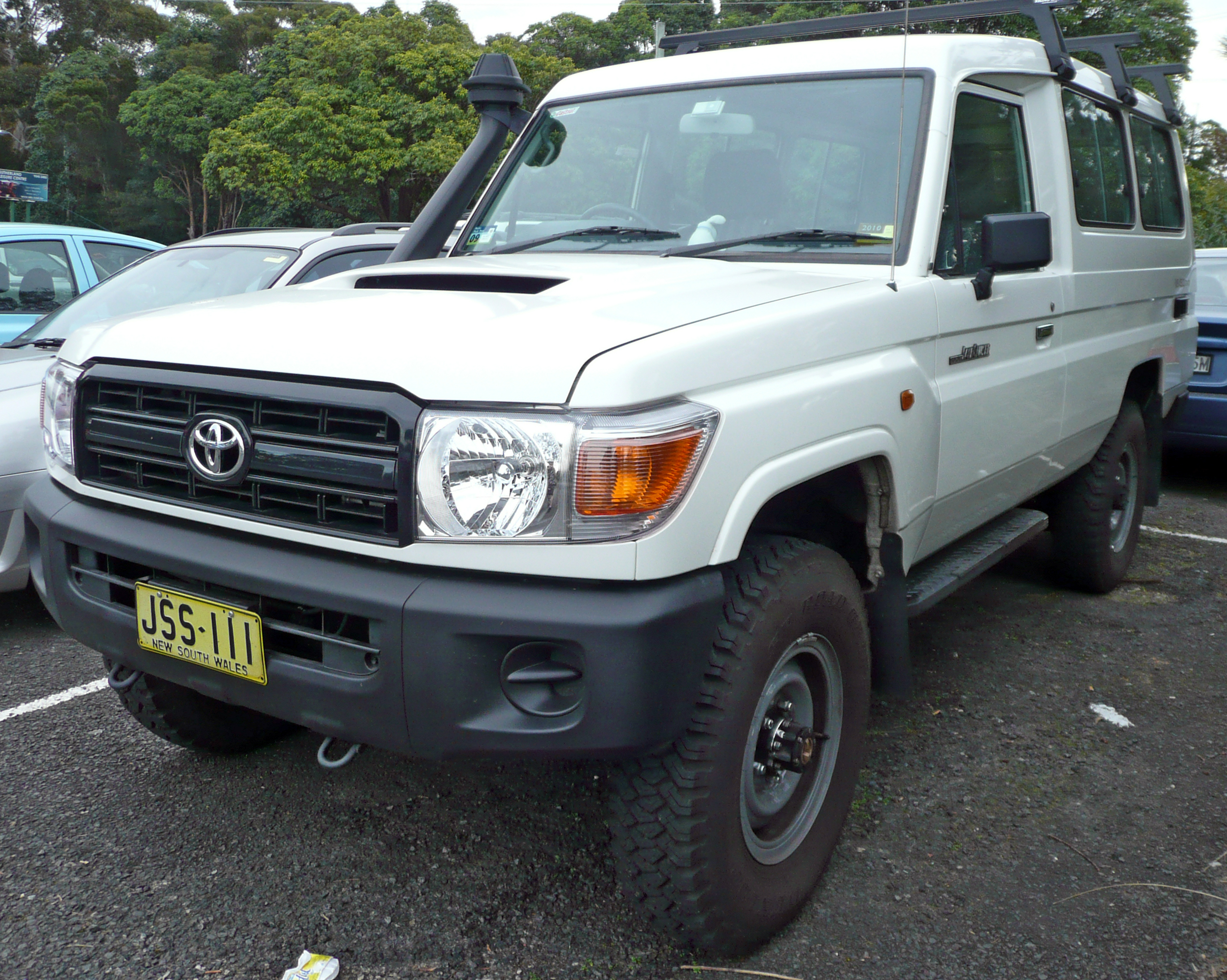
토요타 랜드크루저(후기형) 정측면

### J80 (1990년~1997년)

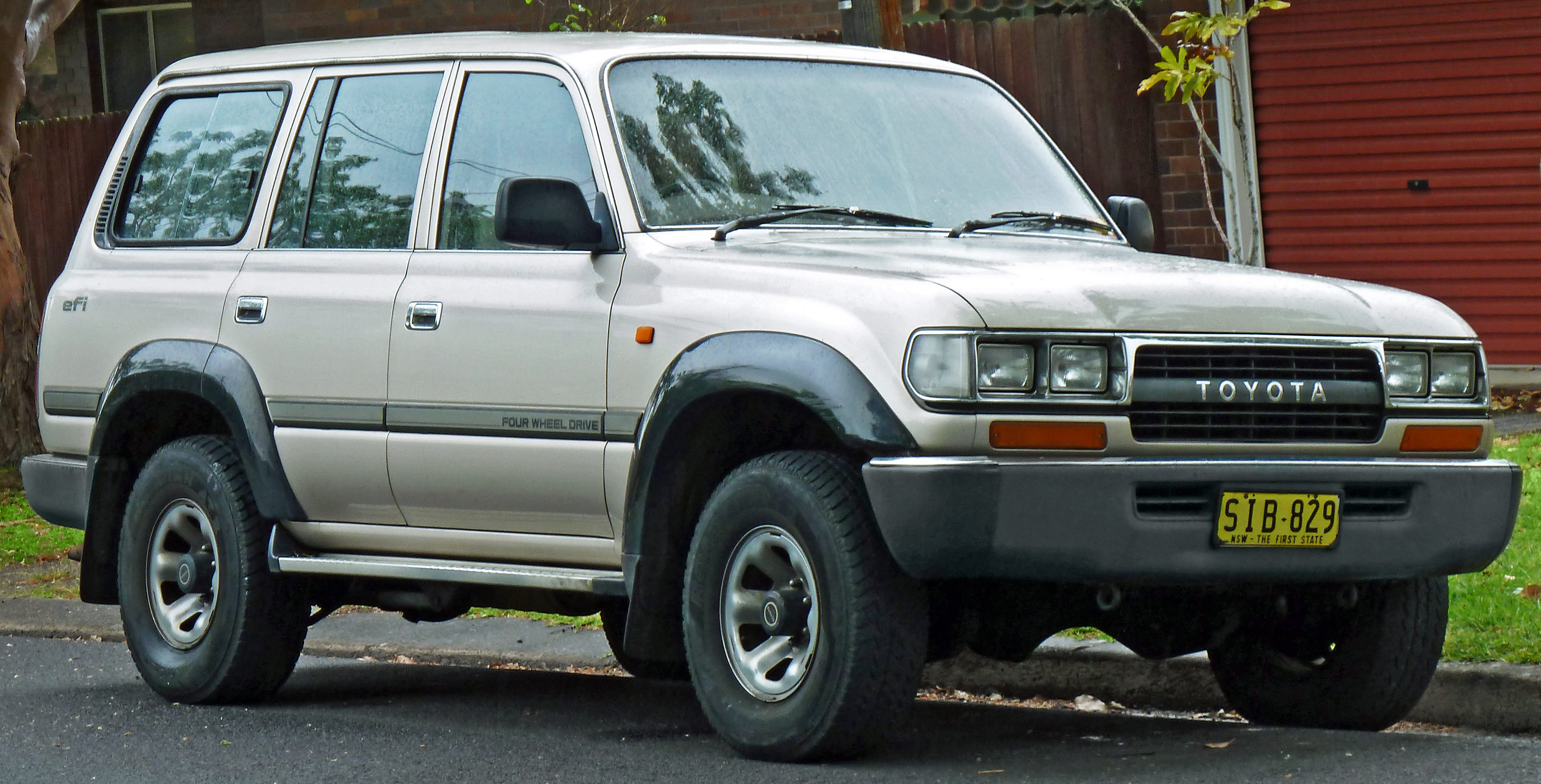
토요타 랜드크루저(전기형) 정측면

1989년 10월에 도쿄 모터쇼를 통해 공개되었으며, 1990년 1월에 출시되었다. 생산은 일본과, 베네수엘라에서 했다. 변속기로는 5단 수동과 4단 자동이 있었다. 1996년에 출시된 렉서스 LX는 J80 모델을 기반으로 제작되었다. 1997년 12월에 단종되었으나, 베네수엘라에서는 2008년까지 생산되었다.

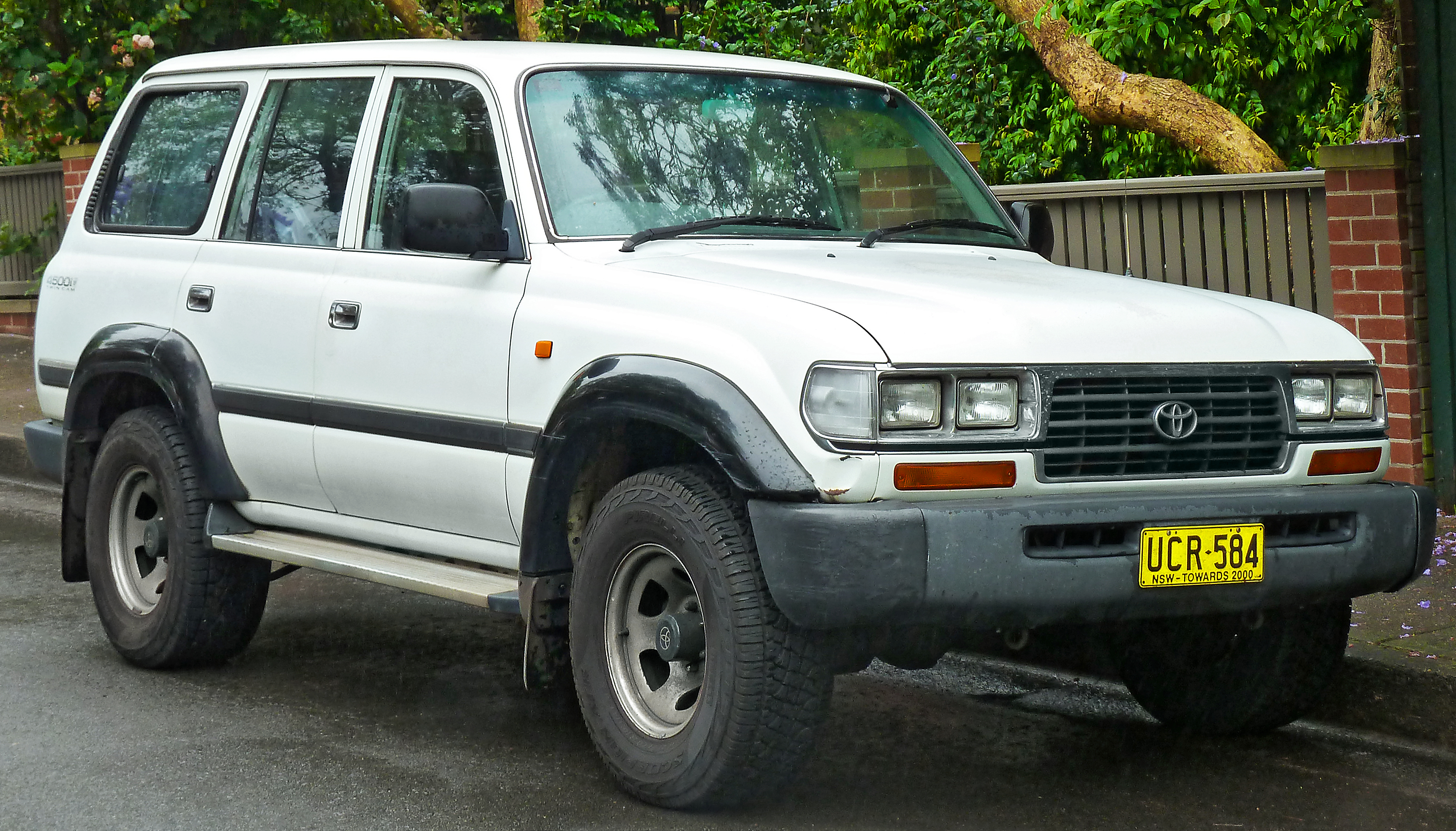
토요타 랜드크루저(중기형) 정측면
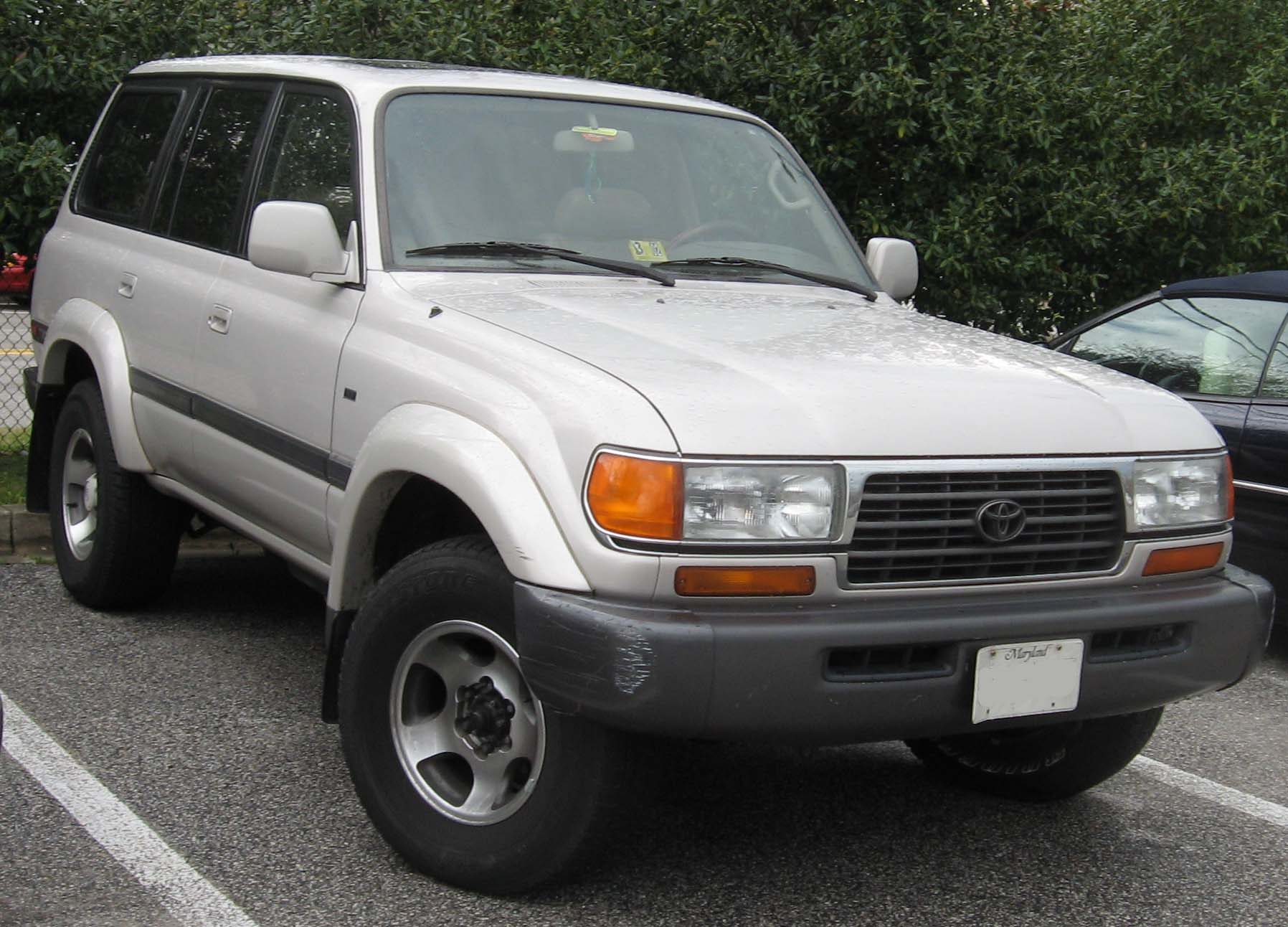
토요타 랜드크루저(후기형) 정측면

#### 엔진
- 휘발유 : 4.0 L 3F-EI6, 4.5 L 1FZ-FEI6
- 디젤 : 4.2 L 1HZI6, 4.2 L IHD-TI6 터보

### J100 (1998년~2007년)

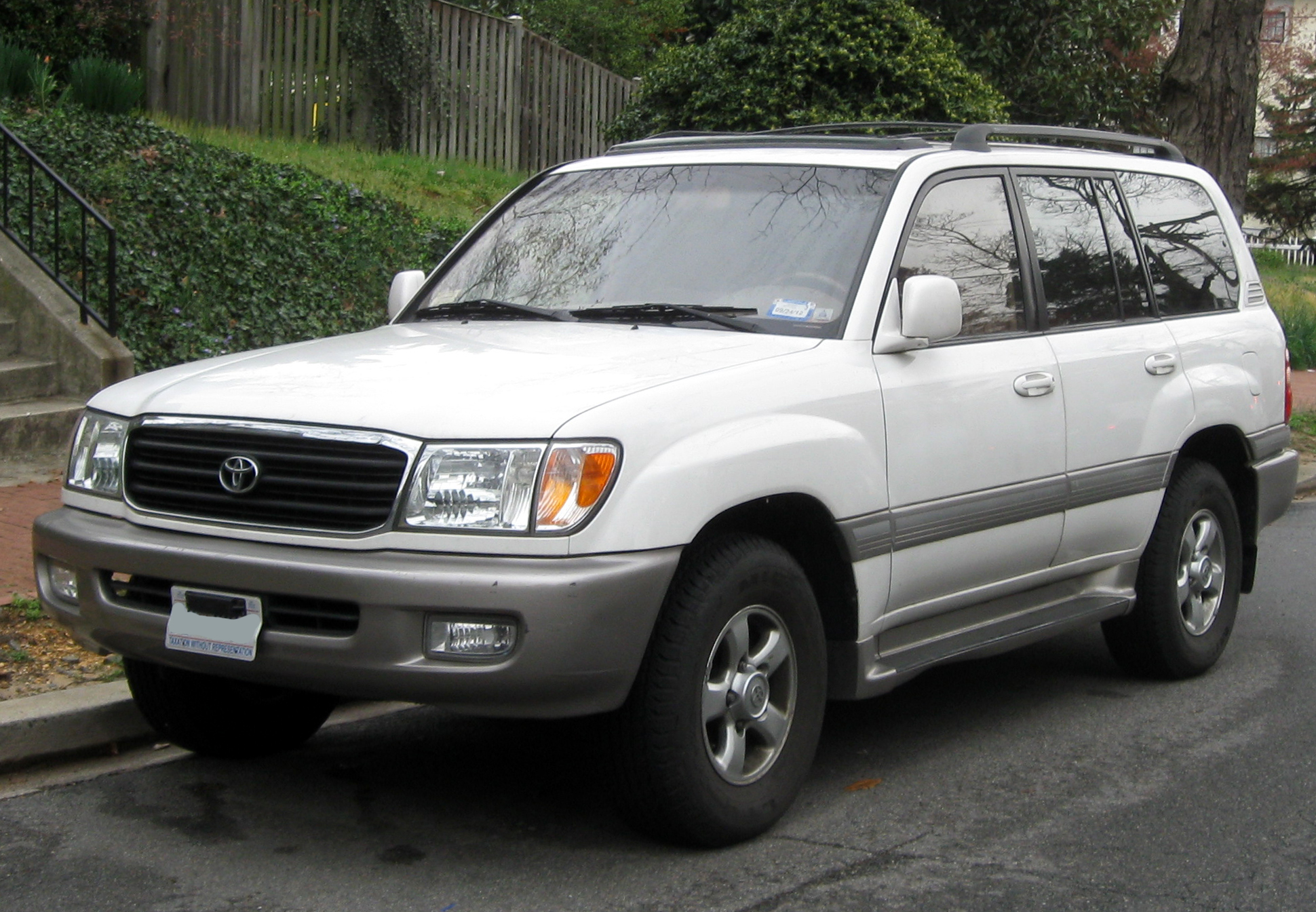
토요타 랜드크루저(전기형) 정측면

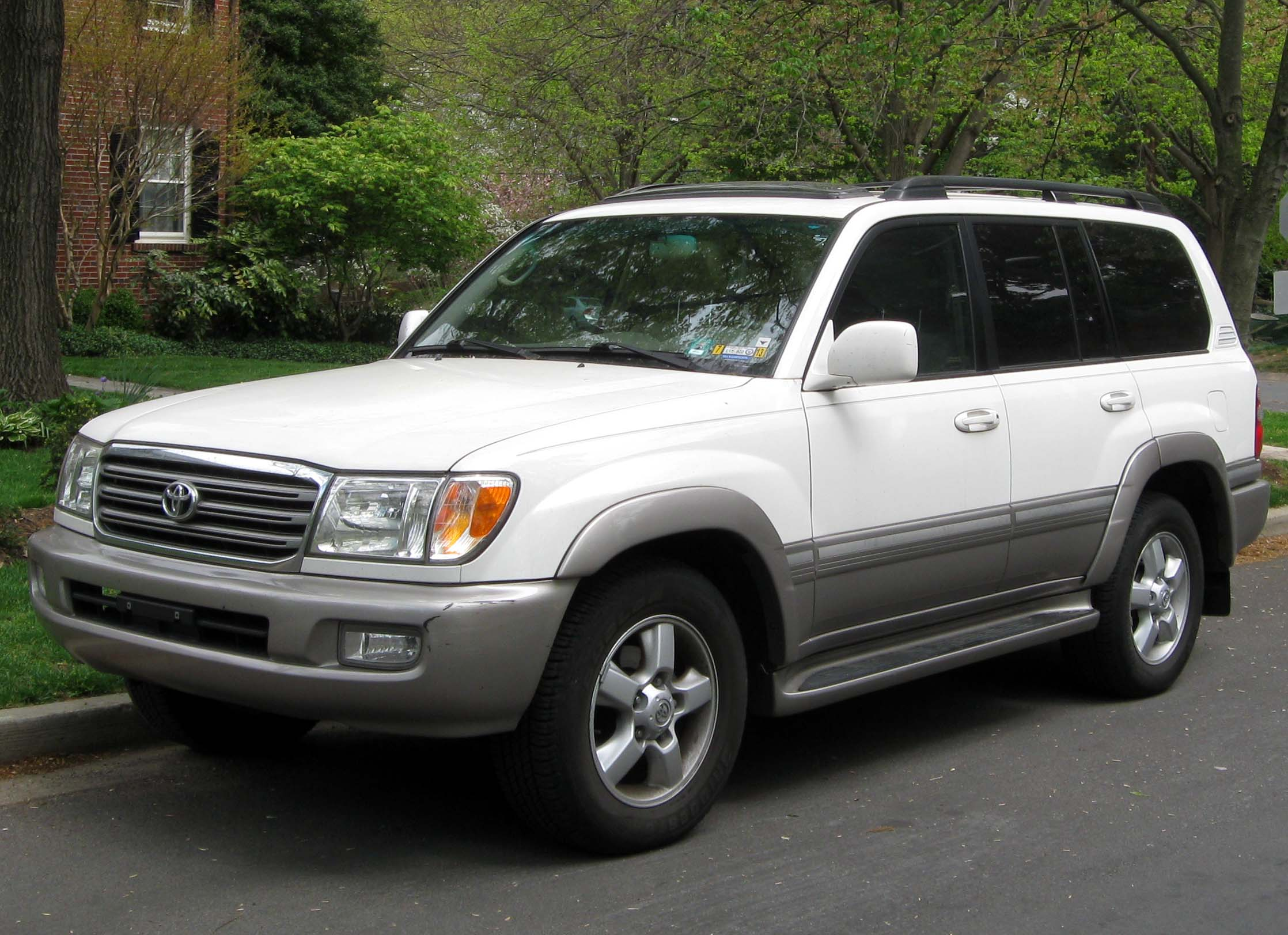
토요타 랜드크루저(후기형) 정측면

1998년 1월에 출시되었다. 형제 차종으로 렉서스 LX 470도 판매되었다. 2007년 9월까지 생산되었다.

### J200 (2007년~2021년)

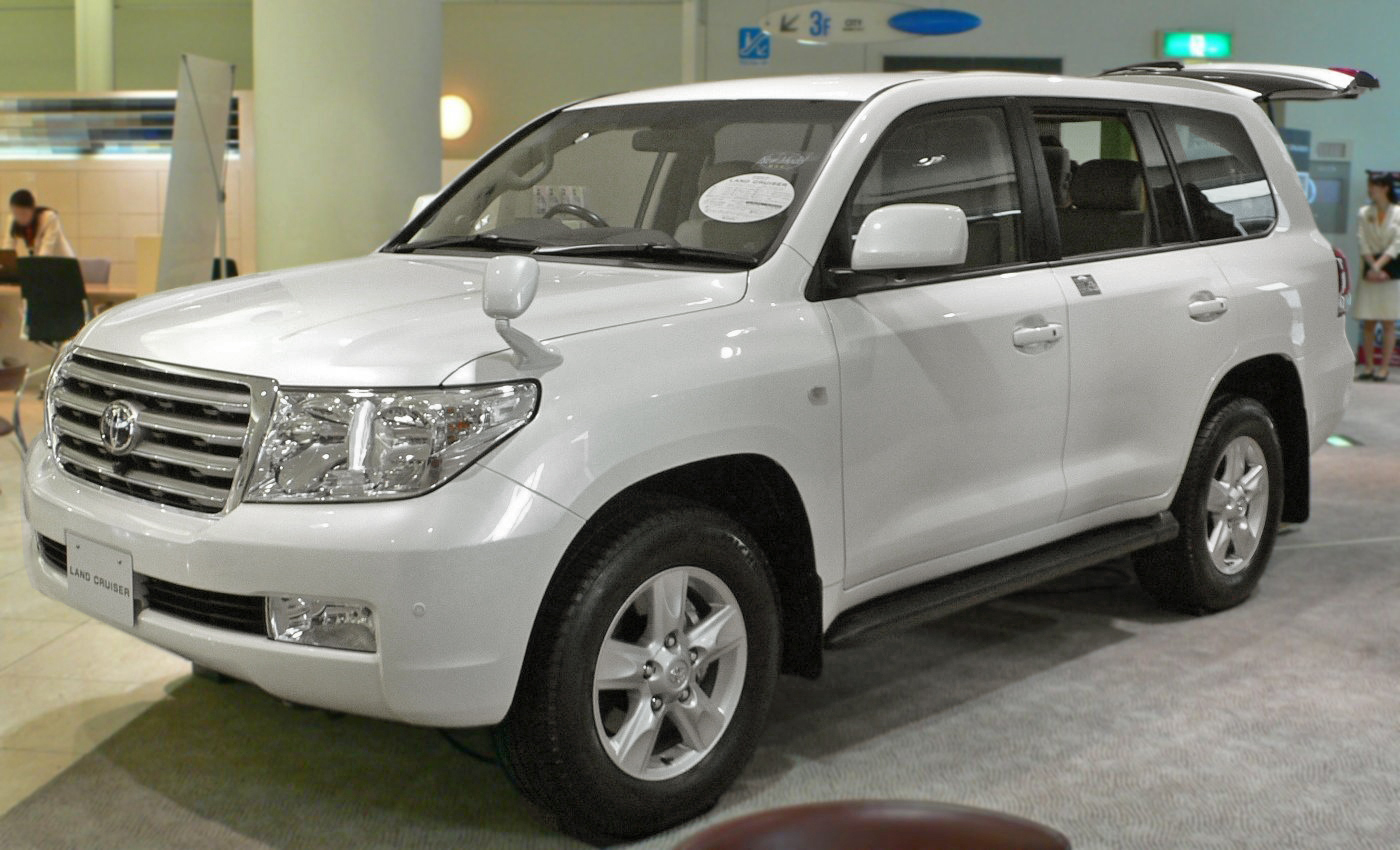
토요타 랜드크루저(전기형) 정측면

2007년 9월에 출시되었다. 베네수엘라에서는 로라이마라는 이름으로, 유럽 일부 지역에서는 랜드크루저 V8이라는 이름으로 팔리고 있다. 2012년 1월에 마이너 체인지를 감행하였고, 2015년 8월에 페이스리프트를 거쳤다. 형제 차종으로 LX 570도 생산 및 판매 중에 있다.
2021년 후속 모델의 판매를 앞두고 판매를 종료했다. 미국 시장에서는 5세대가 단종되기 2년 전인 2019년부터 더 이상 랜드크루저를 판매하지 않는다. 이에 따라 북미 시장에서 토요타의 풀 사이즈급 SUV는 랜드크루저의 형제차인 세콰이어로 단일화한다.

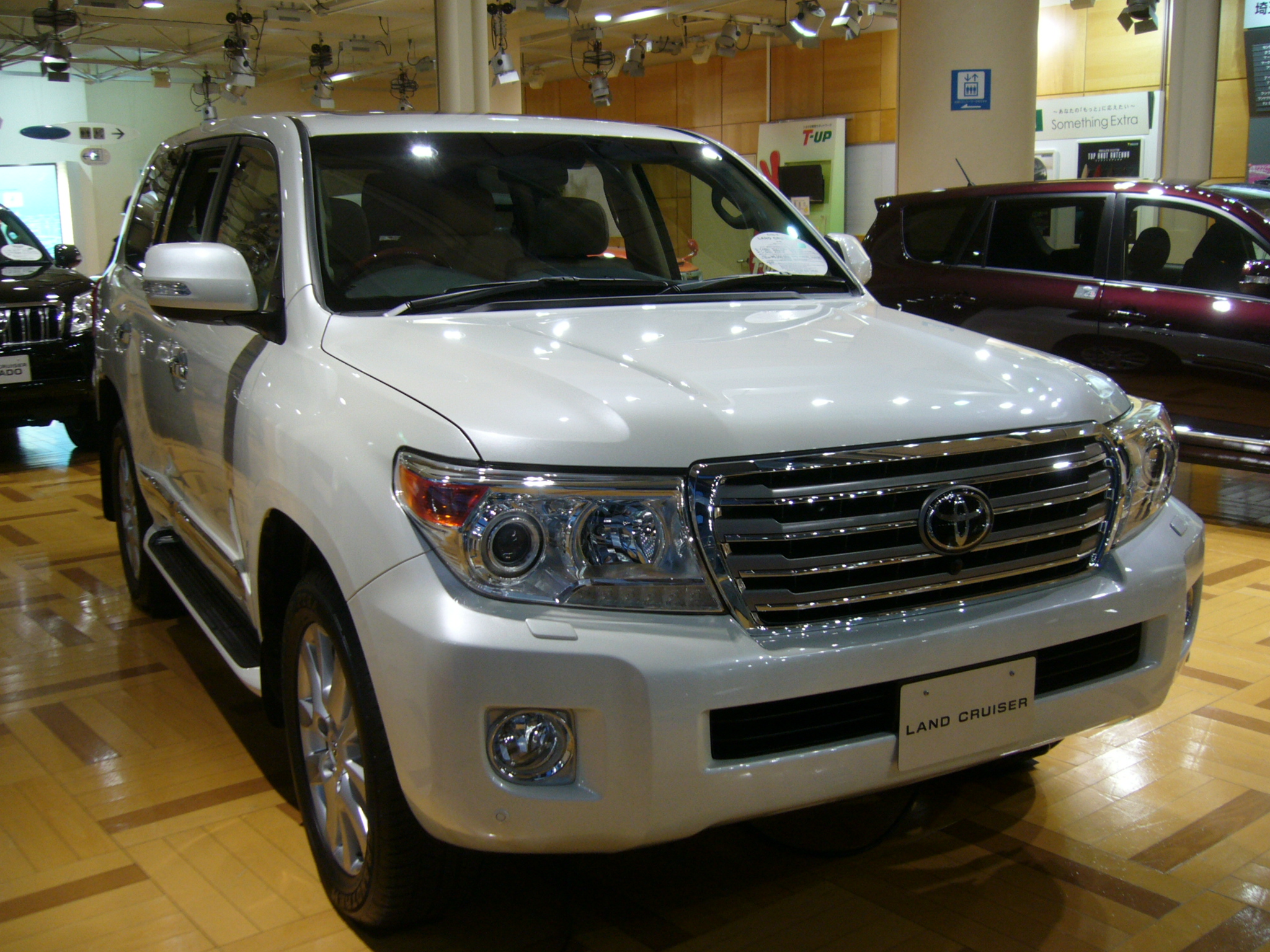
토요타 랜드크루저(중기형) 정측면
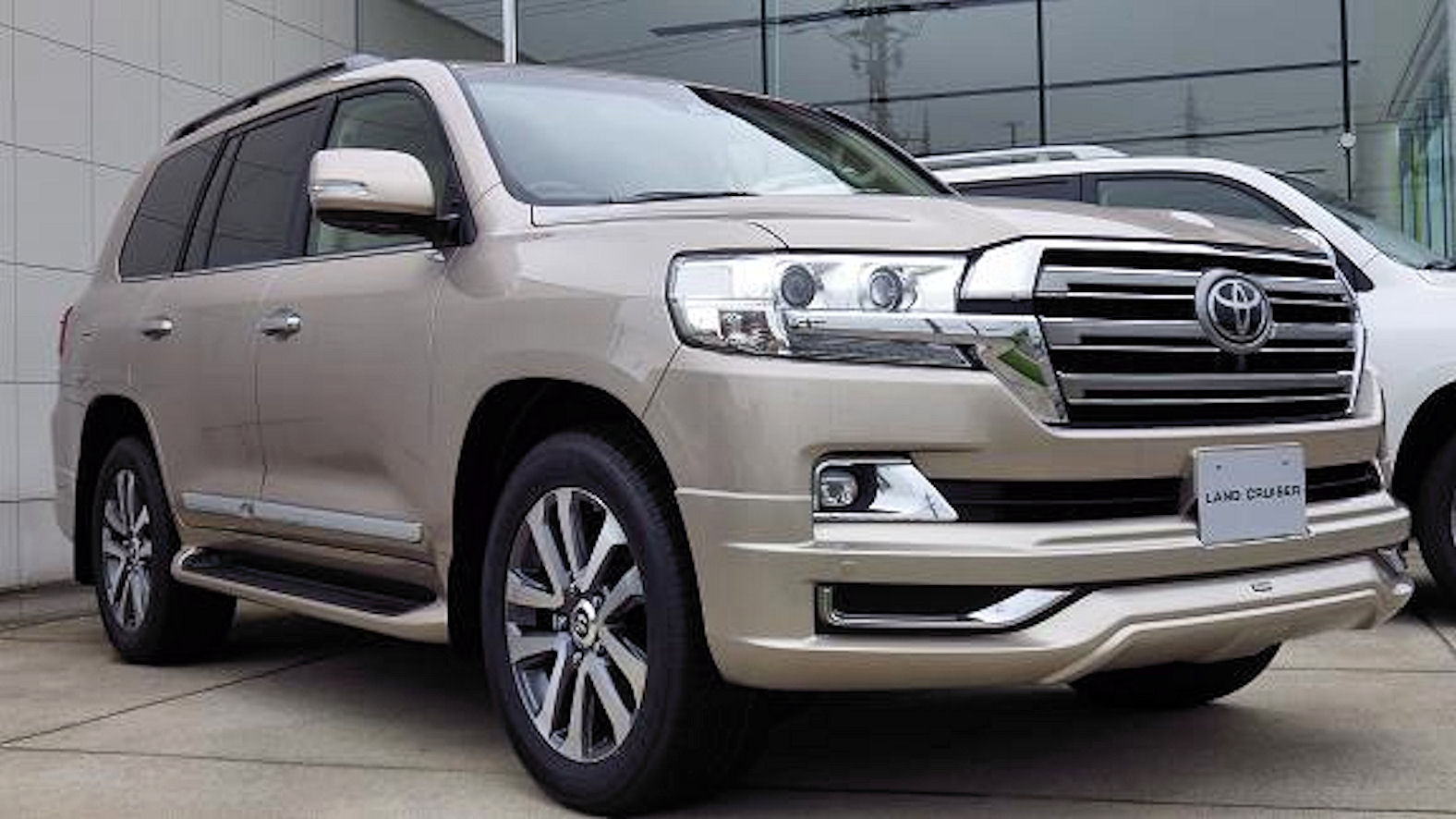
토요타 랜드크루저(후기형) 정측면

### J300 (2021년~ 현재)

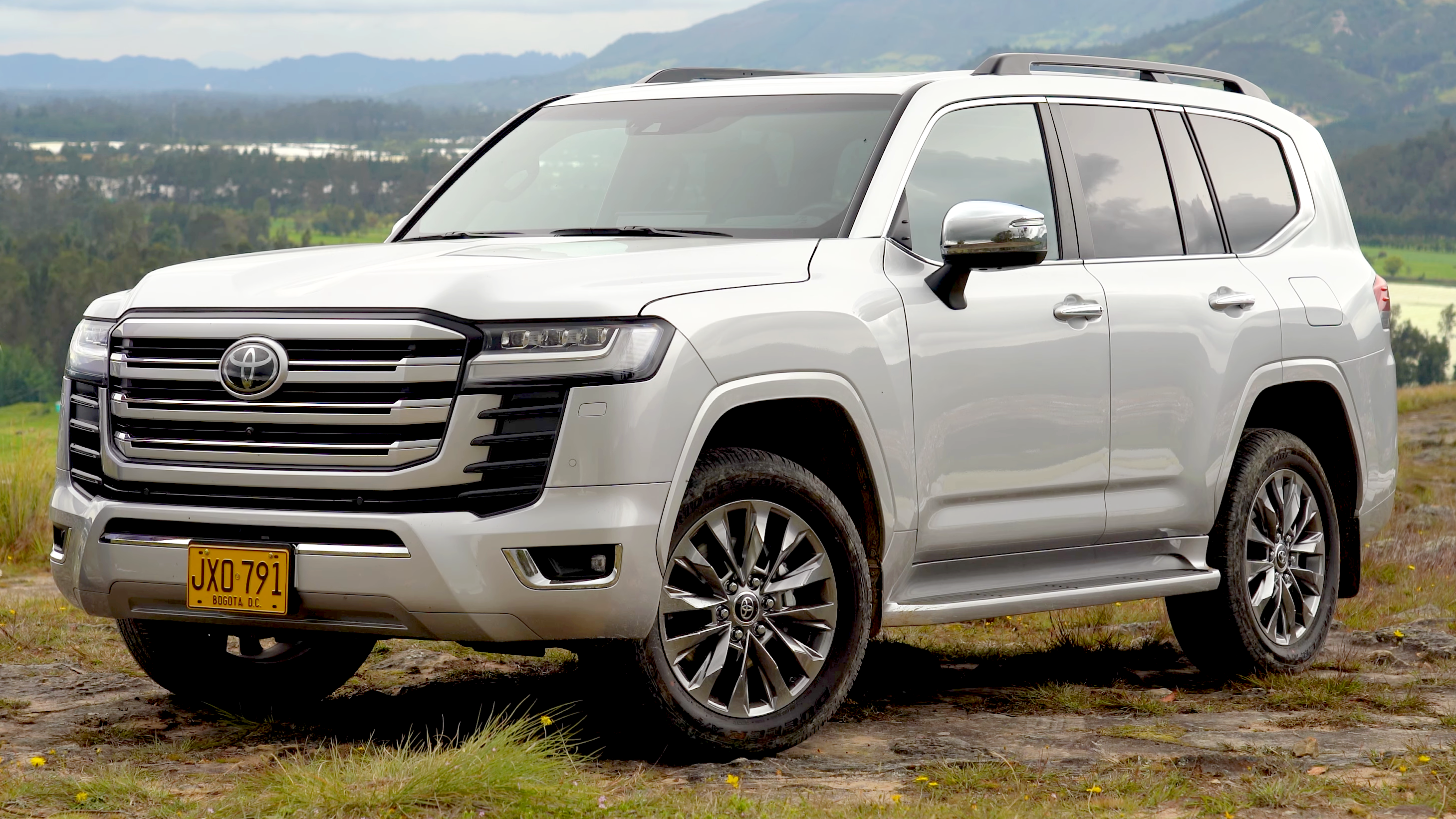
토요타 랜드크루저 정측면

2021년에 출시되었으며, GA-F 플랫폼이 적용되었다. 리어 게이트는 해치식으로 변경됐다.
5세대 LS에 장착되는 V6 3.5리터 가솔린 트윈터보 엔진과 V6 3.3리터 커먼레일 디젤 엔진이 장착되며, 자동변속기는 10단이다. V8 엔진은 더 이상 나오지 않으며, 형제차인 LX와 달리 가솔린 하이브리드는 없었다가 2025년에 하이브리드를 추가했다. LX700h와 하이브리드 구동계를 공용한다.
6세대부터 미국 시장에서 판매하지 않으며, 토요타 세콰이어와 렉서스 LX가 대체한다. 북미 시장에서는 랜드크루저의 아랫급인 랜드크루저 프라도가 서브 네임인 프라도를 빼고 랜드크루저의 이름을 이어받아 판매한다.
대한민국에는 오리지널 랜드크루저 대신 형제차인 LX700h가 2025년 3월 17일에 출시됐다.

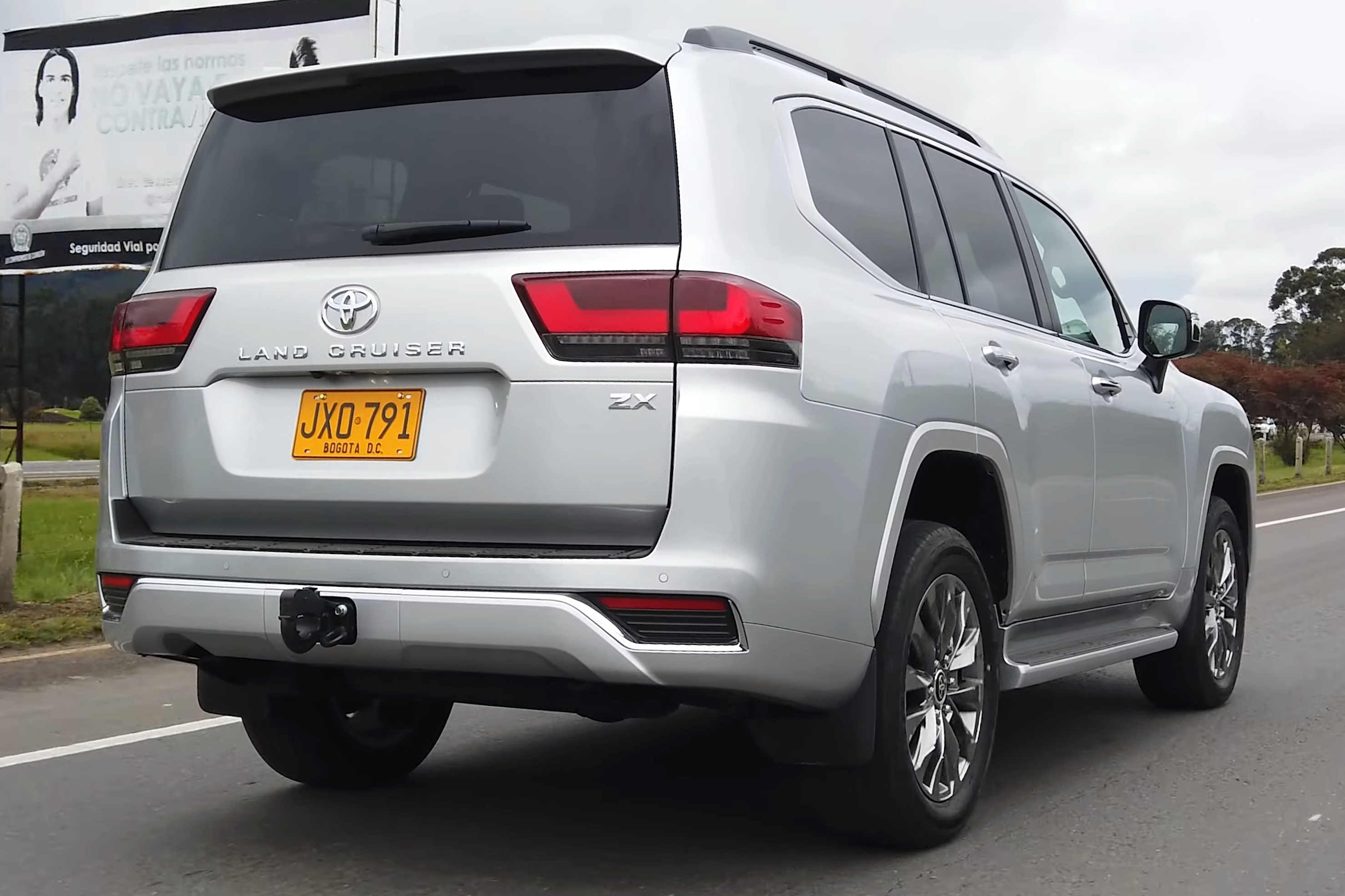
토요타 랜드크루저 정측면